# Hamirpur (stad in Himachal Pradesh)
Hamirpur is een nagar panchayat (plaats) in het district Hamirpur van de Indiase staat Himachal Pradesh. 

## Demografie
Volgens de Indiase volkstelling van 2001 wonen er 17.219 mensen in Hamirpur, waarvan 54% mannelijk en 46% vrouwelijk is. De plaats heeft een alfabetiseringsgraad van 81%. 